# Середньопостольське сільське поселення
Середньопосто́льське сільське поселення — муніципальне утворення в складі Зав'яловського району Удмуртії, Росія. Адміністративний центр — присілок Середній Постол.
Населення — 3091 особа (2015; 3047 в 2012, 3061 в 2010).

## Історія
Середньопостольська сільська рада Радянської волості була утворена в 1925 році. В 1929 році сільрада входить до складу новоутвореного Іжевського району. В 1931 році її включено в Малопургинський район, але в 1935 році повернуто назад. В 1965 році сільрада входить до складу Зав'яловського району.

## Склад
До складу поселення входять такі населені пункти:
| Населений пункт           | Населення, осіб (2010) | Населення, осіб (2012) |
| ------------------------- | ---------------------- | ---------------------- |
| Верхній Женвай, присілок  | 269                    | 268                    |
| Пивоварово, присілок      | 10                     | 10                     |
| Пойвай, присілок          | 46                     | 48                     |
| Постол, село              | 1425                   | 1419                   |
| Постол, присілок          | 613                    | 621                    |
| Середній Постол, присілок | 610                    | 599                    |
| Троїцьке, присілок        | 70                     | 65                     |
| Ударник, починок          | 18                     | 17                     |

В поселенні діють 3 школи, 3 садочки, лікарня, 4 ФАПи, 2 бібліотеки, клуб. Серед промислових підприємств працює ТОВ «Постол», СПК «Труженик» та «Колос».